# Gårsjöhöjden
Gårsjöhöjden är ett naturreservat i Ragunda kommun i Jämtlands län.
Området är naturskyddat sedan 2011 och är 35 hektar stort. Reservatet omfattar Gårsjöhöjdens norrsluttning och består av granskog med visst inslag av lövskog i väster och högväst barrblandskog i öster.